# Raionul Zvenîhorodka (pre-2020), Cerkasî
Zvenîhorodka (în ucraineană Звенигородський район, transliterat: Zvenîhorodskîi raion) este un raion în regiunea Cerkasî, Ucraina. Reședința sa este orașul Zvenîhorodka.

## Demografie
Componența lingvistică a raionului Zvenîhorodka
     Ucraineană (97,64%)
     Rusă (2,02%)
     Alte limbi (0,24%)
Conform recensământului din 2001, majoritatea populației raionului Zvenîhorodka era vorbitoare de ucraineană (97,64%), existând în minoritate și vorbitori de rusă (2,02%).